# Liste der niederländischen Gemeinden

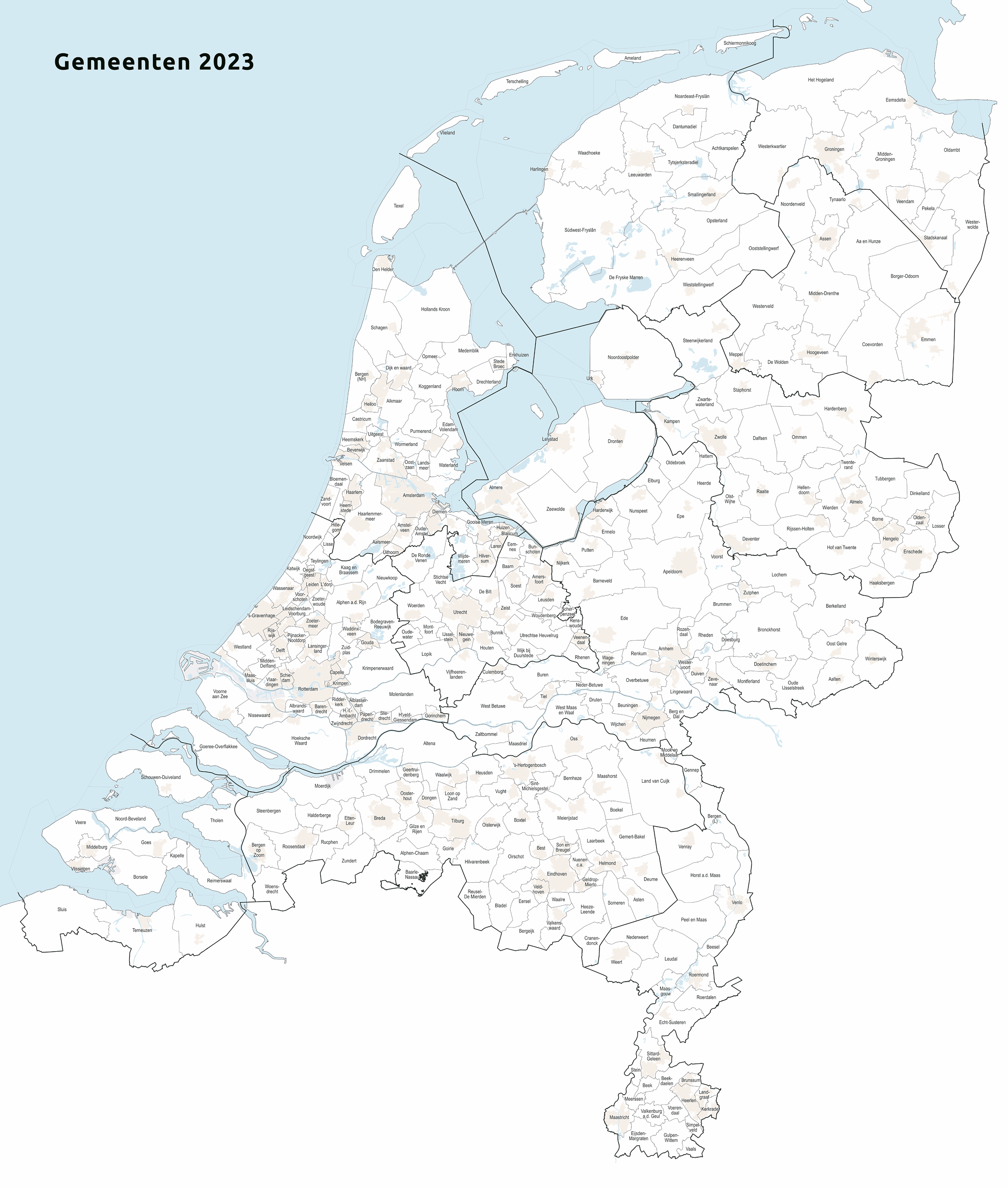
Niederländische Gemeinden (2023)

Die Niederlande gliedern sich in insgesamt 342 selbständige Gemeinden (Stand: 1. Januar 2023) sowie die drei Besonderen Gemeinden (niederländisch bijzondere gemeenten), die bei der Auflösung der Niederländischen Antillen entstanden sind.

## Entwicklung
Die Anzahl der Gemeinden in den Niederlanden verringert sich seit Jahren.
| Datum          | Anzahl |
| -------------- | ------ |
| 2005           | 467    |
| 2006           | 458    |
| 2007           | 443    |
| 2009           | 441    |
| 1. Januar 2010 | 431    |
| 18. März 2010  | 430    |
| 1. Januar 2011 | 418    |
| 1. Januar 2012 | 415    |
| 1. Januar 2013 | 408    |
| 1. Januar 2014 | 403    |
| 1. Januar 2015 | 393    |
| 1. Januar 2016 | 390    |
| 1. Januar 2017 | 388    |
| 1. Januar 2018 | 380    |
| 1. Januar 2019 | 355    |
| 1. Januar 2021 | 352    |
| 1. Januar 2022 | 345    |
| 1. Januar 2023 | 342    |

## Liste
Hinweis: Die Buchstabenfolge IJ bzw. ij wird innerhalb der alphabetischen Reihenfolge als ein Buchstabe behandelt, der zwischen Y und Z steht (z. B. IJsselstein nach Wijk, Eijsden nach Etten-Leur usw.). Zur Problematik siehe auch IJ.

### A
- Aa en Hunze
- Aalsmeer
- Aalten
- Achtkarspelen
- Alblasserdam
- Albrandswaard
- Alkmaar
- Almelo
- Almere
- Alphen aan den Rijn
- Alphen-Chaam
- Altena
- Ameland
- Amersfoort
- Amstelveen
- Amsterdam
- Apeldoorn
- Arnhem
- Assen
- Asten

### B
- Baarle-Nassau
- Baarn
- Barendrecht
- Barneveld
- Beek
- Beekdaelen
- Beesel
- Berg en Dal
- Bergen (Limburg)
- Bergen (Noord-Holland)
- Bergen op Zoom
- Bergeijk
- Berkelland
- Bernheze
- Best
- Beuningen
- Beverwijk
- Bladel
- Blaricum
- Bloemendaal
- Bodegraven-Reeuwijk
- Boekel
- Borger-Odoorn
- Borne
- Borsele
- Boxtel
- Breda
- Bronckhorst
- Brummen
- Brunssum
- Bunnik
- Bunschoten
- Buren

### C
- Capelle aan den IJssel
- Castricum
- Coevorden
- Cranendonck
- Culemborg

### D
- Dalfsen
- Dantumadiel
- De Bilt
- De Fryske Marren
- De Ronde Venen
- De Wolden
- Delft
- Den Haag
- Den Helder
- Deurne
- Deventer
- Diemen
- Dinkelland
- Doesburg
- Doetinchem
- Dongen
- Dordrecht
- Drechterland
- Drimmelen
- Dronten
- Druten
- Duiven
- Dijk en Waard

### E
- Echt-Susteren
- Edam-Volendam
- Ede
- Eemnes
- Eemsdelta
- Eersel
- Eindhoven
- Elburg
- Emmen
- Enkhuizen
- Enschede
- Epe
- Ermelo
- Etten-Leur
- Eijsden-Margraten

### G
- Geertruidenberg
- Geldrop-Mierlo
- Gemert-Bakel
- Gennep
- Gilze en Rijen
- Goeree-Overflakkee
- Goes
- Goirle
- Gooise Meren
- Gorinchem
- Gouda
- Groningen
- Gulpen-Wittem

### H
- Haaksbergen
- Haarlem
- Haarlemmermeer
- Halderberge
- Hardenberg
- Harderwijk
- Hardinxveld-Giessendam
- Harlingen
- Hattem
- Heemskerk
- Heemstede
- Heerde
- Heerenveen
- Heerlen
- Heeze-Leende
- Heiloo
- Hellendoorn
- Helmond
- Hendrik-Ido-Ambacht
- Hengelo
- ’s-Hertogenbosch (Den Bosch)
- Het Hogeland
- Heumen
- Heusden
- Hillegom
- Hilvarenbeek
- Hilversum
- Hoeksche Waard
- Hof van Twente
- Hollands Kroon
- Hoogeveen
- Hoorn
- Horst aan de Maas
- Houten
- Huizen
- Hulst

### K
- Kaag en Braassem
- Kampen
- Kapelle
- Katwijk
- Kerkrade
- Koggenland
- Krimpen aan den IJssel
- Krimpenerwaard

### L
- Laarbeek
- Land van Cuijk
- Landgraaf
- Landsmeer
- Lansingerland
- Laren
- Leeuwarden
- Leiden
- Leiderdorp
- Leidschendam-Voorburg
- Lelystad
- Leudal
- Leusden
- Lingewaard
- Lisse
- Lochem
- Loon op Zand
- Lopik
- Losser

### M
- Maasdriel
- Maasgouw
- Maashorst
- Maassluis
- Maastricht
- Medemblik
- Meerssen
- Meierijstad
- Meppel
- Middelburg
- Midden-Delfland
- Midden-Drenthe
- Midden-Groningen
- Moerdijk
- Molenlanden
- Montferland
- Montfoort
- Mook en Middelaar

### N
- Neder-Betuwe
- Nederweert
- Nieuwegein
- Nieuwkoop
- Nissewaard
- Noardeast-Fryslân
- Noord-Beveland
- Noordenveld
- Noordoostpolder
- Noordwijk
- Nuenen, Gerwen en Nederwetten
- Nunspeet
- Nijkerk
- Nijmegen

### O
- Oegstgeest
- Oirschot
- Oisterwijk
- Oldambt
- Oldebroek
- Oldenzaal
- Olst-Wijhe
- Ommen
- Oost Gelre
- Oosterhout
- Ooststellingwerf
- Oostzaan
- Opmeer
- Opsterland
- Oss
- Oude IJsselstreek
- Ouder-Amstel
- Oudewater
- Overbetuwe

### P
- Papendrecht
- Peel en Maas
- Pekela
- Purmerend
- Putten
- Pijnacker-Nootdorp

### R
- Raalte
- Reimerswaal
- Renkum
- Renswoude
- Reusel-De Mierden
- Rheden
- Rhenen
- Ridderkerk
- Roerdalen
- Roermond
- Roosendaal
- Rotterdam
- Rozendaal
- Rucphen
- Rijssen-Holten
- Rijswijk

### S
- Schagen
- Scherpenzeel
- Schiedam
- Schiermonnikoog
- Schouwen-Duiveland
- Simpelveld
- Sint-Michielsgestel
- Sittard-Geleen
- Sliedrecht
- Sluis
- Smallingerland
- Soest
- Someren
- Son en Breugel
- Stadskanaal
- Staphorst
- Stede Broec
- Steenbergen
- Steenwijkerland
- Stein (Niederlande)
- Stichtse Vecht
- Súdwest-Fryslân

### T
- Terneuzen
- Terschelling
- Texel
- Teylingen
- Tholen
- Tiel
- Tilburg
- Tubbergen
- Twenterand
- Tynaarlo
- Tytsjerksteradiel

### U
- Uitgeest
- Uithoorn
- Urk
- Utrecht
- Utrechtse Heuvelrug

### V
- Vaals
- Valkenburg aan de Geul
- Valkenswaard
- Veendam
- Veenendaal
- Veere
- Veldhoven
- Velsen
- Venlo
- Venray
- Vijfheerenlanden
- Vlaardingen
- Vlieland
- Vlissingen
- Voerendaal
- Voorne aan Zee
- Voorschoten
- Voorst
- Vught

### W
- Waadhoeke
- Waalre
- Waalwijk
- Waddinxveen
- Wageningen
- Wassenaar
- Waterland
- Weert
- West Betuwe
- West Maas en Waal
- Westerkwartier
- Westerveld
- Westervoort
- Westerwolde
- Westland
- Weststellingwerf
- Wierden
- Winterswijk
- Woensdrecht
- Woerden
- Wormerland
- Woudenberg
- Wijchen
- Wijdemeren
- Wijk bij Duurstede

### IJ
- IJsselstein

### Z
- Zaanstad
- Zaltbommel
- Zandvoort
- Zeewolde
- Zeist
- Zevenaar
- Zoetermeer
- Zoeterwoude
- Zuidplas
- Zundert
- Zutphen
- Zwartewaterland
- Zwolle
- Zwijndrecht